# BULL
Bull هي شركة فرنسية متخصصة في مجال الحوسبة . هذه الشركة، التي تأسست سنة 1931، تحمل اسم المهندس النرويجي Fredrik Rosing Bull

## الأجهزة والبرمجيات المرتبطة بها
- الحواسيب عالية الأداء (HPC)، أي الحواسيب الفائقة(SUPERCALCULATEUR)
- خوادم الشبكات NovaScale ، GNU/Linux و Windows، خوادم Escala AIX و الحواسيب الكبيرة mainframes-GCOS (تصميم، تصنيع وتوزيع)
- الحواسيب الشخصية بعد الحيازة على Micral (مصمم الحواسيب الصغيرة الأولى)
- نظم تخزين المعلومات وحفظ البيانات،
- نظام التشغيل Prologue، في الوقت الذي لم يكن نظام التشغيل DOS بالمعيار السائد بعد،
- برمجيات الرقابة والإدارة، GNU/Linux، Microsoft .

## منتجاتها في مجال الحواسيب الفائقة
أصبحت Bull واحدة من أهم الشركات المختصة في ميدان الحواسيب الفائقة في العالم. وقد سلمت الشركة لمفوضية الطاقة الذرية سنتي 2006 و 2007 أقوى حاسوب أوروبي فائق TERA-10/CCRT و قد التزمت في إطار GENCI بأن تسلم سنة 2009 حاسوب فائق تقدر قوته الحسابية بنحو 300 TFLOPS.
خلال انعقاد صالون الحوسبة الفائقة سنة 2009 تجمع في بورتلاند ما يقرب من 10000 مندوب وقد تم تصنيف Bullx22 كأفضل حاسوب فائق في العالم من قبل محرري HPCwire ، المجلة الرائدة في المحاكاة العددية والحوسبة عالية الأداء ( HPC أو الحوسبة عالية الأداء ) .
إضافة إلى محرري المجلة نجد أن قراءها قد صنفوا Bullx من بين الخمس منتجات الجديدة البارزة ( أعلى 5 منتجات أو تقنيات جديدة مشاهدة ) .

في نهاية الربع الأول من عام 2010 قامت Bull بتجديد وإثراء حواسيبها الفائقة Bullx لتقدم واحدة من أفضل وأتم أنواع الحواسيب في ميدان الحوسبة الخارقة(انظر مثال نظام bullx R44 E2)
وقد تم اختيار Bull سنة 2011 لتوفير حاسوب فائق Bullx تقدر قوته ب petaflops 1.3 (قوة الذروة) لأداء وظائف النمذجة والمحاكاة كجزء من برنامج البحوث Approche Elargie حول الاندماج النووي المراقب، والذي يتضمن من الجانب الأوروبي (F4E (Fusion For Energy و من الجانب الياباني JAEA ( وكالة الطاقة الذرية اليابانية) و الذي سيتم تركيبه في روكاشو في اليابان، في IFERC ( مركز البحوث الدولية لطاقة الانصهار ).